# Wladimir Belli
Wladimir Belli (* 25. Juli 1970 in Sorengo) ist ein ehemaliger italienischer Radrennfahrer.
Wladimir Belli gewann 1990 die Amateur-Austragung des Giro d’Italia, den Giro Ciclistico d’Italia.
Belli begann seine Profi-Karriere 1992 bei dem italienischen Radsportteam Lampre. Er fuhr dort fünf Jahre und konnte beim Giro d’Italia regelmäßig gute Platzierungen einfahren. Seine nächste Station war Ceramiche Panaria. In einem Jahr gewann er den Giro del Trentino sowie den Giro dell’Appennino und nahm zum ersten Mal an der Tour de France teil. Den Giro d’Italia 1997 fuhr er für Brescialat und beendete ihn auf dem sechsten Platz, sein bestes Ergebnis. Im folgenden Jahr wechselte er zur französischen Mannschaft Festina. Bei der Tour de France schnitt er hervorragend ab; er belegte den neunten Gesamtplatz. 2000 wechselte er zum Team Fassa Bortolo von Giancarlo Ferretti und beendete den Giro auf dem siebten Rang. Außerdem gewann er im selben Jahr eine Etappe der Tour de Suisse und den Gran Premio Città di Camaiore. 
Für einen handfesten Skandal sorgte Belli im Jahr 2001: Während des Giros streckte er einen ihn anpöbelnden Fan mit einem Faustschlag nieder und wurde daraufhin – auf dem dritten Rang liegend – vom Rennen ausgeschlossen. Später stellte sich heraus, dass es sich bei dem „Fan“ um einen Neffen seines Konkurrenten Gilberto Simoni handelte. Noch einmal Giro-Siebter wurde er 2004, in seinem zweiten Jahr bei Lampre. In der Saison 2005 fuhr Belli für das ProTeam Domina Vacanze und ab 2006 war er bei dem kolumbianischen Professional Continental Team Selle Italia-Diquigiovanni unter Vertrag. Ende der Saison 2007 beendete Belli seine Karriere.

## Palmarès
1990
- Gesamtwertung Girobio

1996
- Giro del Trentino
- Giro dell’Appennino

2000
- eine Etappe Tour de Suisse
- Gran Premio Città di Camaiore

## Teams
- 1992–1995 Lampre
- 1996 Panaria-Vinavil
- 1997 Brescialat-Oyster
- 1998–1999 Festina-Lotus
- 2000–2002 Fassa Bortolo
- 2003–2004 Lampre
- 2005 Domina Vacanze
- 2006 Selle Italia / Serramenti PVC